# Mornag (délégation)
Mornag est une délégation tunisienne dépendant du gouvernorat de Ben Arous.
En 2004, elle compte 53 709 habitants dont 27 270 hommes et 26 439 femmes répartis dans 11 165 ménages et 11 460 logements.